# Dereguláció
A dereguláció általánosságban a megkötések megszüntetését jelenti.

## Közgazdasági értelemben
Közgazdasági értelemben az állam szerepvállalásának csökkentése a piaci hatások érvényesülésnek javára, például a privatizáció útján.

## Jogi értelemben
A dereguláció jogi értelemben a jogi (túl)szabályozottság mértékének csökkentését jelenti. Két válfaja van: a technikai és az érdemi dereguláció.

### Technikai dereguláció
A technikai dereguláció keretében a végrehajtott vagy párhuzamos jogszabályok és jogszabályi rendelkezések hatályon kívül helyezésével formai értelemben csökkenthető a jogi szabályozás, így a hatályosuló joganyag nem változik.
A technikai dereguláció sajátos formája, amikor a jogalkotó magasabb szintű jogszabályban rögzített szabályozást általános jelleggel alacsonyabb szabályozási szintre utal. A hazai jogban az egyik példa erre a kormányzati szervezetalakítással összefüggő törvénymódosításokról szóló 2006. évi CIX. törvény.
Szintén a technikai dereguláció sajátos formája az úgynevezett plain regulation szemléletű kodifikáció. Ennek során a jogalkotó a már létező jogszabályi rendelkezéseket fogalmazza újra úgy, hogy az kisebb terjedelmű és a jogszabály címzettjei számára átláthatóbb, egyszerűbb legyen.
A technikai értelemben vett dereguláció lényege, hogy a jogszabály végén megjelenik egy önmegsemmisítő rendelkezés, amely, miután joghatását kiváltotta, az egész jogszabályt hatályon kívül helyezi.

### Érdemi dereguláció
Az érdemi dereguláció keretében a jogalkotó megváltoztatja, lecsökkenti a hatályosuló joganyagot. Az érdemi dereguláció jelenleg nem rendelkezik általános, kiforrott módszertannal; annak csupán egyes elemeire vonatkozóan lehet megállapításokat tenni.
A jogi értelemben vett érdemi dereguláció egyik formája a közvetlen jogszabályi előírások megszüntetése útján a piac korlátainak csökkentése. A megszüntetett kötöttségek helyébe a polgári jog alapján szerződéses kötelezettségek lépnek, tehát a dereguláció nem feltétlenül jelenti a jogi szabályozás hiányát, csupán az állam kivonulását a szabályozásból. A vállalkozás szabadsága például a vállalkozásokat, a magánkezdeményezést korlátozó jogi szabályozás lazítását jelenti, például a vállalkozáshoz való alanyi jog elismerését.
Az érdemi dereguláció másik formája (bár deregulációhoz tartozása egyébként vitatott) a jogi szabályozásból eredő adminisztratív terhek csökkentése, melynek során a jogalkotó a jogszabályok címzettjeire (legyenek azok magánszemélyek, állami, önkormányzati vagy magánkézben lévő szervezetek) háruló felesleges bürokratikus (adminisztratív) kötelezettségek megszüntetése. Például felesleges adatközlés, nyomtatványkitöltés, szakhatósági hozzájárulás kötelezettségének eltörlése adott hatósági ügyben.
Az érdemi dereguláció harmadik formája a közfeladatok csökkentése. Ennek során a jogalkotó felülvizsgálja, hogy az állam, önkormányzat által ellátott feladatok ténylegesen szükségesek-e, nem képes-e a piac azt hatékonyabban ellátni. Ha ezekre a kérdésekre a válasz igen, akkor a feladatot létrehozó jogszabályi rendelkezéseket a jogalkotó hatályon kívül helyezi vagy esetlegesen a piaci alapú közszolgáltatásra vonatkozó szabályokkal váltja fel.
Az érdemi dereguláció ugyanakkor tágabb kört ölel fel, mint az itt felsorolt három elem.